# Comité olympique espagnol
Pour les articles homonymes, voir COE.

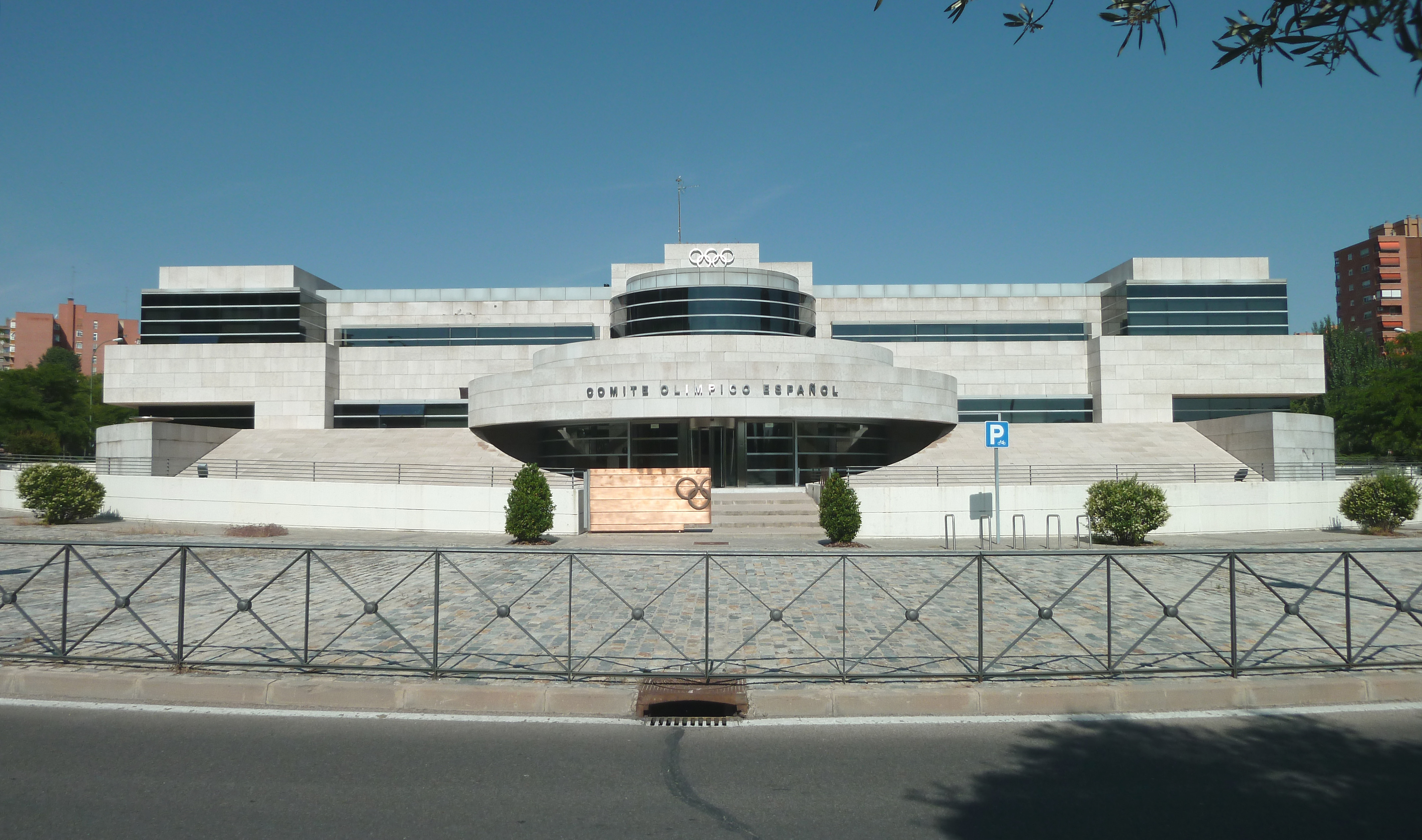
Siège du Comité Olympique Espagnol, à Madrid.

Le Comité olympique espagnol  (en espagnol Comité Olímpico Español) (COE) est l'institution qui coordonne les activités olympiques en Espagne.
Bien qu'officiellement, on considère que le COE a été fondé en 1912 et refondé en 1924, il a été démontré que sa fondation date de la fin de 1905 et que son premier président fut le Marquis de Cabriñana del Monte.

## Présidents du Comité olympique espagnol
- 1905-1909 : Julio Urbina Ceballos-Escalera, Marquis de Cabriñana del Monte
- 1909-1921 : Gonzalo de Figueroa y Torres, Marquis de Villamejor
- 1924-1926 : Santiago Güell y López, Baron de Güell
- 1926-1931 : Eusebio López y Díaz de Quijano, Marquis de Lamadrid
- 1933-1936 : Augusto Pi Suñer
- 1941-1956 : José Moscardó Ituarte, Comte de l'Alcázar de Tolède
- 1956-1967 : José Antonio Elola-Olaso
- 1967-1970 : Juan Antonio Samaranch Torelló, Marquis de Samaranch
- 1970-1975 : Juan Gich Bech de Careda
- 1975-1976 : Tomás Pelayo Ros
- 1976-1980 : Benito Castejón Paz
- 1980-1983 : Jesús Hermida Cebreiro
- 1983-1984 : Romá Cuyás Sol
- 1984-1987 : Alfonso de Borbón y Dampierre, Duc de Cadix
- 1987-1998 : Carlos Ferrer Salat
- 1998-2002 : Alfredo Goyeneche Moreno, Comte de Guaqui
- 2002-2005 : José María Echevarría y Arteche
- Depuis 2005 : Alejandro Blanco Bravo

## Président espagnol du Comité international olympique
- Juan Antonio Samaranch (1980-2001)